# Merneite
Merneite (Merneith) ou Meriteneite (Meritneith) foi rainha consorte e regente do Antigo Egito, durante a I dinastia. Pode ter sido rainha por direito segundo diversos registros e pode ter sido a primeira mulher faraó e uma das primeira rainhas regentes de um reino na história. Seu reinado aconteceu em algum momento do terceiro milênio antes de Cristo, em data ainda a se determinar. 
Seu nome significa "Amada de Neite" e sua estela cerimonial contém símbolos de sua divindade. Pode ter sido filha do faraó Quenquenés e provavelmente grande esposa real de Uenefés. Se esta for sua linhagem, é provável que ela seja bisneta ou trineta do unificador do Egito, faraó Narmer. Também foi mãe do faraó Usafedo, seu sucessor. 

## Família
Merneite é mencionada em uma série de selos e inscrições impressos ligados aos faraós Quenquenés, Uenefés e Usafedo. Ela deve ter sido filha de Quenquenés, apesar de não haver evidência conclusiva. Como mãe de Usafedo, é possível que fosse a grande esposa real de Uenefés. Não encontrou-se ainda informações sobre quem seria sua mãe. 
Um selo real de argila, achado na tumba de seu filho, Usafedo, contém a inscrição: "Mãe do Rei, Merneite". Como se sabe que Uenefés era pai de Usafedo, faz sentido que ela seja esposa real de Uenefés.

## Biografia
Acredita-se que Merneite tenha se tornado regente e governante do Egito com a morte de Uenefés, no entanto há um debate a respeito do título. É possível que se filho, Usafedo, fosse ainda muito jovem para governar quando seu pai morreu. Assim ela teria se tornado regente até a maioridade do herdeiro, por direito real. Antes dela, acredita-se que Neitotepe tenha governado o país recém unificado quando seu marido, o faraó Narmer morreu, sendo que seu filho era muito jovem. 
Seu nome está escrito em um selo dentro de um sereque, maneira pela qual os nomes dos reis eram escritos. Isso pode significar que Merneite foi, de fato, a segunda mulher na primeira dinastia egípcia a governar como faraó. 
A principal evidência a favor de Merneite faraó é sua tumba. A Tumba Y, em Abidos, ou Umel Caabe, o Vale Novo, é única entre todas as tumbas de homens na região. Ela foi sepultada próximo a Uenefés e Usafedo. Sua tumba tem a mesma escala e tamanho de tumbas de reis do mesmo período. Duas estelas funerárias contendo seu nome foram descobertas próximas da tumba. Seu nome, no entanto, não está incluída na lista de reis feita no Império Novo. Um selo contendo a lista de faraós da primeira dinastia foi encontrando na tumba de Bienequés, o terceiro faraó conhecido, depois de Usafedo, filho de Merneite, mas na lista também não consta seu nome. 

Plano que contém uma câmara na tumba de Merneite

Outras evidências a favor do reinado de Merneite:
- seu nome aparece no selo real encontrado na tumba de seu filho, Usafedo. O selo inclui Merneite em uma lista dos reis da primeira dinastia. O seu era o único nome de uma mulher, todos os outros são os nomes de Hórus dos reis, mas o de Merneite aparece acompanhada do título "Mãe do Rei";
- seu nome pode estar na Estela de Palermo, uma lista gravada em pedra contendo os Anais Reais do Império Antigo, que contém os nomes dos faraós da primeira dinastia até a quinta dinastia[4];
- items da grande mastaba, em Sacará, foram encontrados contendo seu nome inscrito em vasilhas feitas de pedra, jarros, bem como selos reais. É nesta mastaba que seu nome aparece dentro de um sereque[4];
- o assim chamado "grupamento" de Merneite é um grupo de tumbas no cemitério de Xunete Zebibe. Essas tumbas são datadas do tempo de Merneite[2][4];
- seu nome foi encontrado entre os objetos achados na tumba de Quenquenés em Umel Caabe.

## Tumba

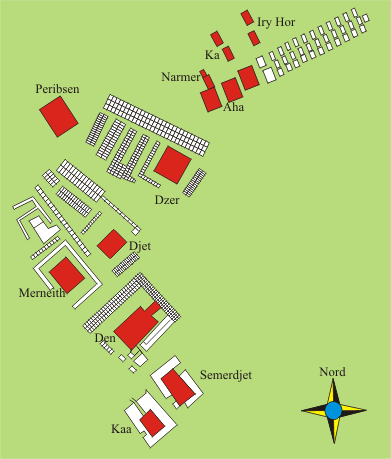
Cemetério B, Umel Caabe. Tumbas dos faraós da primeira e segunda dinastias

Em Abidos, a tumba pertencente a Merneite foi encontrada em uma área associada a outros faraós da primeira dinastia. Duas estelas de pedra encontradas no lugar identificam sua tumba. Em 1900, Flinders Petrie encontrou sua tumba e, por sua natureza, acreditou se tratar de um faraó desconhecido. Escavada e contendo uma grande sala subterrânea, era ladeada por tijolos, que por sua vez eram rodeados por uma série de tumbas menores, com pelo menos 40 túmulos subsidiários para os servos. Acredita-se que as tumbas dos servos era para auxiliar os faraós no pós-vida. O enterro de servos com o rei era uma prática comum para as primeiras dinastias egípcias. Um grande número de sacrifícios eram feitos e enterrados junto do faraó também. O complexo de tumbas da primeira dinastia foi um importante centro religioso e cultural para a sociedade daquele tempo.
Dentro da tumba, os arqueólogos encontraram um grande barco solar, que permitiria a viagem de Merneite até o pós-vida. Abidos é um local de muitos templos antigos, incluindo a necrópole real de Umel Caabe, onde vários faraós foram enterrados. 